# Francesco Sabbia
Francesco Sabbia (Milano, 3 ottobre 1814 – Crema, 17 giugno 1893) è stato un vescovo cattolico italiano.

## Biografia
Il 27 ottobre 1871 venne nominato vescovo di Crema.
Come i predecessori, si interessò particolarmente all'istruzione religiosa del popolo sostenendo il catechismo e la stampa cattolica. Riguardo alla vita pubblica, riteneva che i cattolici dovessero avere un ruolo attivo preferibilmente nell'amministrazione piuttosto che nella politica. Il suo episcopato vide l'insediamento a Crema delle Suore di Gesù Buon Pastore.
Partecipò alla prima Conferenza Episcopale Lombarda che si tenne nel Convento dei Padri Oblati di Rho nel settembre 1891.
Le sue spoglie riposano nel Duomo di Crema, ai piedi dell'altare del Crocifisso.

## Genealogia episcopale
La genealogia episcopale è:
- Cardinale Scipione Rebiba
- Cardinale Giulio Antonio Santori
- Cardinale Girolamo Bernerio, O.P.
- Arcivescovo Galeazzo Sanvitale
- Cardinale Ludovico Ludovisi
- Cardinale Luigi Caetani
- Cardinale Ulderico Carpegna
- Cardinale Paluzzo Paluzzi Altieri degli Albertoni
- Papa Benedetto XIII
- Papa Benedetto XIV
- Papa Clemente XIII
- Cardinale Marcantonio Colonna
- Cardinale Giacinto Sigismondo Gerdil, B.
- Cardinale Giulio Maria della Somaglia
- Cardinale Carlo Odescalchi, S.I.
- Cardinale Costantino Patrizi Naro
- Vescovo Francesco Sabbia